# Hilde Rakebrand
Hilde Rakebrand (* 22. Juni 1901 in Walkenried; † 5. März 1991 in Dresden-Wachwitz) war eine deutsche Malerin der Neuen Sachlichkeit und Museumsleiterin. Hilde Rakebrand gehört zur sogenannten verschollenen  Generation, deren Werk durch den Zweiten Weltkrieg fast vollständig verloren ging.

## Leben

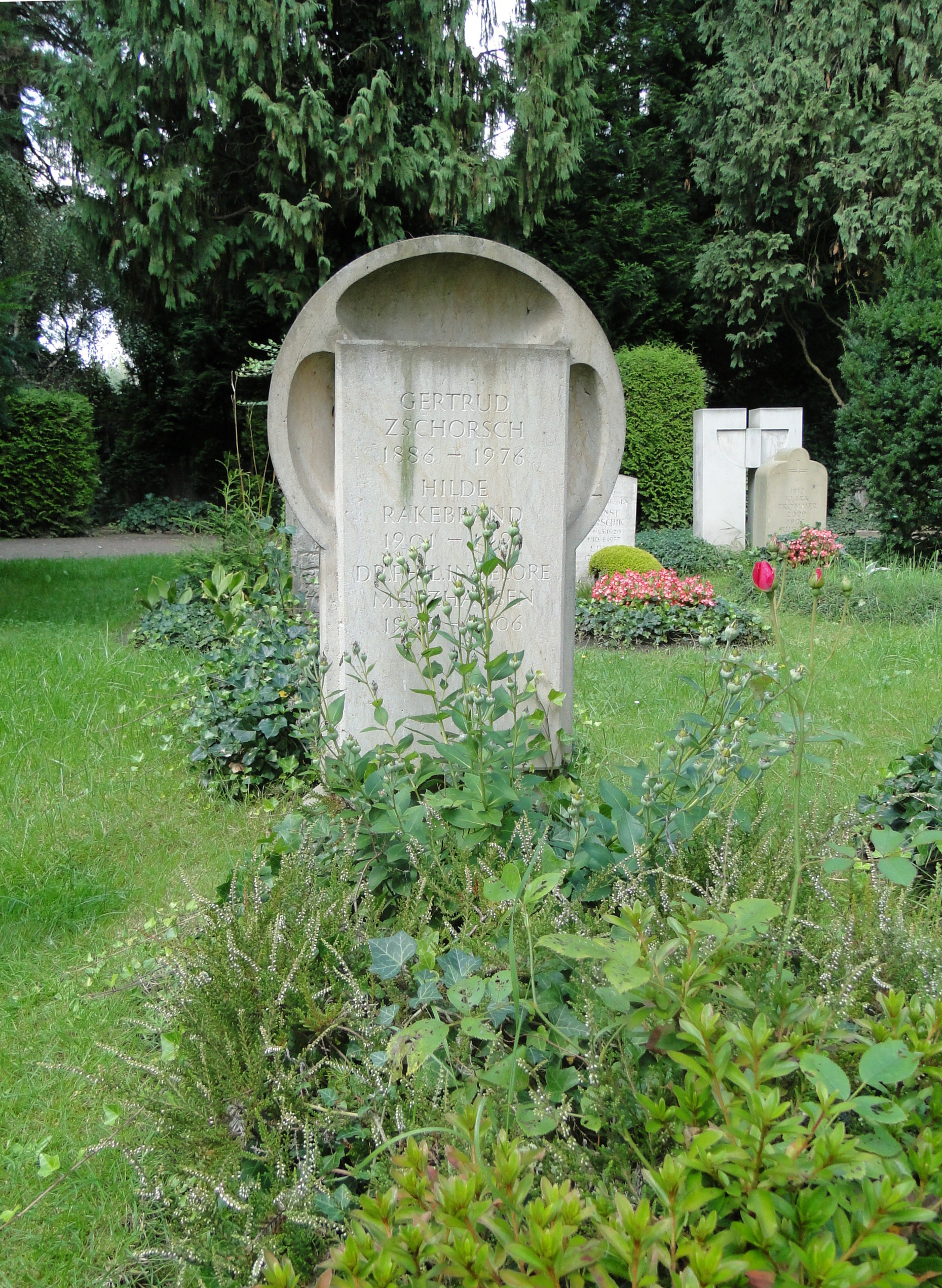
Grab von Hilde Rakebrand auf dem Loschwitzer Friedhof

Hilde Rakebrand wurde 1901 als Tochter des Landwirtes August Rakebrand in Walkenried geboren. Von 1910 bis 1916 besuchte sie die private Höhere Töchterschule in Bad Sachsa und arbeitete bis 1921 im väterlichen Betrieb. Vom 29. September 1921 bis 29. Februar 1928 studierte sie an der Dresdner Akademie für Kunstgewerbe bei Carl Rade in der Klasse für Malen und Zeichnen und bei Walter Flemming. Von 1927 bis 1928 wirkte sie als Assistentin von Heinrich Goesch.
Ab 1929 war Rakebrand als freischaffende Künstlerin in Dresden tätig. Von 1929 bis 1930 fand in der Galerie Neue Kunst Fides eine Einzelausstellung zu Rakebrand statt. Rakebrand legte 1930 die Prüfung als Gewerbelehrerin in der Fachrichtung Keramische Plastik ab. Bis 1933 erhielt sie Aufträge für die Ausstattung öffentlicher Gebäude in Pulsnitz und Gottleuba und für die Dresdner Hygieneausstellung.
Im Jahr 1933 folgte die letzte Ausstellung in der Kunstausstellung Kühl gemeinsam mit Curt Querner. Noch im selben Jahr wurde sie von den Nationalsozialisten als Kulturbolschewistin verfemt und erhielt Ausstellungsverbot. Vom 1. Juni 1934 bis am 7. Oktober 1935 folgte eine Umschulung zur Lehrerin an einer Frauenfachschule. Sie wurde 1943 als Lehrerin an der Städtischen Frauenfachschule in Dresden angestellt. Bei den Bombenangriffen auf Dresden im Februar 1945 wurde fast das gesamte künstlerische Werk von Rakebrand vernichtet.
Von 1946 bis 1949 war Rakebrand zunächst als Assistentin und später als Dozentin für Malerei, Graphik und Keramik an der Staatlichen Hochschule für Werkkunst in Dresden tätig. Daneben arbeitete sie beim Neuaufbau der Gemäldegalerie in Pillnitz mit. In den Jahren 1951 und 1952 war sie an der Einrichtung der Porzellangalerie und der Zinnsammlung im Zwinger beteiligt und war von 1955 bis 1958 Leiterin und danach bis 1964 Direktorin der Porzellansammlung und des Museums für Kunsthandwerk der Staatlichen Kunstsammlungen Dresden. Im Jahr 1958 leitete sie die Rückführung der Schätze des Grünen Gewölbes aus Moskau. Rakebrand ging 1964 in den Ruhestand und begann mit dem Aufbau einer Sammlung von Jugendstilglas, die nach ihrem Tod im Jahre 1991, gemäß ihrem Vermächtnis, als „Sammlung Rakebrand“ an das Kunstgewerbemuseum Dresden überging.
Hilde Rakebrand wohnte in Dresden-Wachwitz, Wachwitzer Weinberg 9. Ihr Grab befindet sich auf dem Loschwitzer Friedhof.

## Fotografische Darstellung Hilde Rakebrands
- Edmund Kesting: Hilde Rakebrand (um 1948)[4]

## Ausstellungen (Auswahl)
- 1929/30: Dresden, Einzelausstellung in der Galerie Neue Kunst Fides
- 1933: Dresden, Gemeinschaftsausstellung mit Curt Querner in der Kunstausstellung Kühl
- 1980/81: „Kunst im Aufbruch. Dresden 1918–1933“, 30. September 1980 – 25. Februar 1981, Staatliche Kunstsammlungen Dresden, Gemäldegalerie Neue Meister, Albertinum
- 1991: Dresden, „Hilde Rakebrand, die Malerin“, Ausstellung von Gemälden, Monotypien und Zeichnungen aus dem Nachlass, 10. Juli – 30. August 1991, Kupferstichkabinett Dresden
- 2001: Hilde Rakebrand zum 100. Geburtstag, Kunstausstellung Kühl
- 2008: Dresden: Ausstellung „Wilhelm Lachnit, Max Lachnit, Hilde Rakebrand“ in der Kunstausstellung Kühl, 1. Juni – 19. Juli 2008
- 2011/12: Dresden: „Neue Sachlichkeit in Dresden. Malerei der Zwanziger Jahre von Dix bis Querner“, 1. Oktober 2011 – 8. Januar 2012, Kunsthalle im Lipsius-Bau